# Андерс Самуельсен
Андерс Самуельсен (дан. Anders Samuelsen; нар. 1 серпня 1967, Горсенс) — данський політичний діяч, член Фолькетингу від Ліберального альянсу, міністр закордонних справ з 2016 р.
У 1993 р. отримав ступінь магістра політичних наук в Орхуському університеті. Працював у Міністерстві фінансів, потім працював в коледжі радником та менеджером.
Самуельсен був членом Соціал-ліберальної партії. З 1998 по 2004 рр. він був членом парламенту Данії. У 2003 р. очолив Асоціації громадянського захисту. З 2004 по 2007 рр. — депутат Європарламенту.
У 2007 р. став одним із засновників нової партії «Ліберальний альянс»
28 листопада 2016 р. він приєднався до третього уряду Ларса Люкке Расмуссена в якості міністра закордонних справ.